# Tony Jackson (pianista)
Antonio Junius «Tony» Jackson  (Nueva Orleans, 25 de octubre de 1882 - Chicago, 20 de abril de 1921) fue un pianista, compositor y cantante estadounidense de blues y jazz tradicional.

## Historial
Jackson trabajaba en un local del barrio de Storyville, propiedad de la condesa Willie Piazza. Considerado como el más grande de los entertainers de la época, y elogiado por músicos coetáneos como Jelly Roll Morton, alcanzó celebridad interpretando una canción llamada I've got Elgin movements in my hips, un típico tema de doble sentido. 
En 1910, Jackson emigró a Chicago, donde formó su propia orquesta para actuar en el Pekin Theatre. En ella estuvieron el clarinetista y saxofonista Sidney Bechet, y el corneta Freddie Keppard, entre otros. Jackson fue compositor de un gran número de temas que se convirtieron en clásicos del jazz, como Some sweet day, Why keep me waiting so long o, sobre todo, Pretty Baby.